# Edgardo Siroli
Edgardo Siroli (Conselice, 9 febbraio 1940 – Bologna, 24 aprile 2005) è stato un attore e regista teatrale italiano.

## Biografia
Dopo aver frequentato la Scuola di Recitazione dell'Antoniano di Bologna si trasferì a Roma dove intraprese, giovanissimo, la carriera di attore teatrale in ambito classico e sperimentale.
Tra il 1960 e il 1970 prese parte ad una decina di film, diretto da alcuni dei più importanti registi dell'epoca quali Carlo Lizzani ne Il gobbo, Pier Paolo Pasolini in Accattone e Sergio Corbucci ne I due marescialli. Nel 1970 recitò accanto ad Alberto Sordi ne Il presidente del Borgorosso Football Club.
Appassionato animatore culturale progressista, come regista curò la messa in scena di opere teatrali e musicali di Garcia Lorca, Neruda e Theodorakis. Schierato politicamente a sinistra, aveva creato una compagnia di giovani e portava i testi degli autori che amava nei piccoli centri delle province emiliane, romagnole e toscane, animando vivaci dibattiti politico-culturali dopo le recite. Era anche cantante di canzoni popolari-politiche e antifasciste.
La famiglia ha donato alla Biblioteca Comunale Piancastelli di Fusignano tutti i documenti relativi alla sua produzione artistica.

## Filmografia

### Cinema
- Il gobbo, regia di Carlo Lizzani (1960)
- Tiro al piccione, regia di Giuliano Montaldo (1961)
- Accattone, regia di Pier Paolo Pasolini (1961)
- I due marescialli, regia di Sergio Corbucci (1961)
- Una spada per l'impero, regia di Sergio Grieco (1964)
- Missione sabbie roventi, regia di Alfonso Brescia (1966)
- Carogne si nasce, regia di Alfonso Brescia (1968)
- Nel labirinto del sesso (Psichidion), regia di Alfonso Brescia (1968)
- Il presidente del Borgorosso Football Club, regia di Luigi Filippo D'Amico (1970)

### Televisione
- I miserabili, regia di Sandro Bolchi (1964) - miniserie TV
- Il passatore, regia di Piero Nelli (1977) - miniserie TV

## Opere
- Attimi variegati, Colonna, 1963
- Gramsci, prefazione di Umberto Terracini, Publiart, 1977

## Discografia

### Album
- 1965 - I sonetti romagnoli di Stecchetti, Boston Records, 1965
- 1973 - Pablo Neruda, Edgardo Siroli, Elogio Della rivoluzione cilena
- 1980 - Nilla Pizzi, Edgardo Siroli, Concerto per Pablo Neruda
- Vladimir Maiakovsky, Gian Maria Volontè, Edgardo Siroli, Lenin
- 1986 - Federico García Lorca, Romancero gitano (Fonit Cetra, LPX 166, 12") musica di Mikīs Theodōrakīs, con Lea Padovani, Valentina Vagliani, Gabriele Grimaldi

### 45 giri
- 1969 - Canto dell'odio / Papa Leone (7")
- 1969 - Corpo del reato / Fre' Caruzena (7")

### Curatele
- 1973 - Storia del Partito Comunista Italiano

### Opere teatrali su supporto sonoro
Il grande processo: 28 maggio-4 giugno 1928 (scritto e diretto da Edgardo Siroli), supervisione al testo di Umberto Terracini 